# Herculano Pires
José Herculano Pires (Avaré, 25 de setembro de 1914 - São Paulo, 9 de março de 1979) foi um jornalista brasileiro e importante divulgador do Espiritismo .

## Biografia
Filho do farmacêutico José Pires Corrêa e da professora de piano Bonina Amaral Simonetti Pires, nasceu em Avaré, interior de São Paulo, em 25 de setembro de 1914. Em 1938, casou-se com Maria Virginia Ferraz Pires.
Escritor, desde cedo revelou seu talento literário, tendo publicado seu primeiro livro de poesias, Sonhos Azuis, aos dezesseis anos.
Jornalista, foi cronista e crítico literário dos Diários Associados, por cerca de trinta anos.
Espírita, mantinha no Diário de São Paulo uma coluna tratando de temas espíritas, a qual assinava como Irmão Saulo, e a seção "Chico Xavier Pede Licença", publicada aos domingos, em parceria com Francisco Cândido Xavier desde 22 de agosto de 1971, que ganhou fama por divulgar mensagens recebidas pelo médium de Uberaba, comentadas por Herculano. Esses textos resultaram na publicação de quatro livros: Chico Xavier Pede Licença, Na Era do Espírito, Astronautas do Além  e Diálogo dos Vivos.
Herculano foi presidente da Associação dos Cronistas Parlamentares da Câmara Municipal de São Paulo e ingressou na Academia Paulista de Jornalismo, ocupando a cadeira cujo patrono – por ele mesmo escolhido – é Cornélio Pires. Assis Chateaubriand tinha por Herculano Pires “uma admiração e uma ternura muito especial, além de profundo respeito pela integridade pessoal e intelectual”.
Também foi presidente do Sindicato dos Jornalistas Profissionais do Estado de São Paulo de 1957 a 1959 e fundou o Clube dos Jornalistas Espíritas do Estado de São Paulo.
Morreu em São Paulo no dia 9 de março de 1979, às 22 horas, após sofrer um infarto fulminante. Foi sepultado no Cemitério São Paulo, quadra 37/lote 62 A.
Após a morte de sua esposa Maria Virginia, em 2001 seus herdeiros criaram a Fundação Maria Virgínia e J. Herculano Pires para preservar seu legado.

## O filósofo
Herculano sentia-se atraído pela filosofia desde a adolescência, mas somente após os quarenta anos, então casado e pai de quatro filhos, iniciou seus estudos na Faculdade de Filosofia da Universidade de São Paulo (USP), tendo se graduado em fins de 1957 e se especializado em História e Filosofia da Educação.
Seu livro O Ser e a Serenidade apresenta “uma nova perspectiva na Filosofia da Existência”. Herculano critica Jean-Paul Sartre pela nadificação do Ser e então propõe um novo conceito: o ser interexistente. Segundo ele o ser humano existe simultaneamente em dois mundos, o material e o espiritual. O ser interexistente é o protótipo do “homem novo”, um ente mediúnico, que marca a transição entre a evolução humana, até a atualidade, e a Era do Espírito.

## Atuação no rádio e na televisão
Pinga-Fogo era um programa jornalístico da TV Tupi, canal 4, de São Paulo, entre os anos de 1955 e 1980, sob o comando de Almir Guimarães, dos Diários Associados, que trazia um convidado com projeção na mídia para ser “interrogado” por cinco jornalistas. Chico Xavier aceitou o convite para participação, ao saber que Herculano estaria entre esses jornalistas.
Chico Xavier era nacionalmente conhecido. Essa transmissão de Pinga-Fogo, com duração de duas horas e meia, foi levada ao ar na noite de 28 de julho de 1971. Alcançou grande sucesso, o Diário de S. Paulo transcreveu a entrevista inteira numa edição especial , e a TV Tupi, dias depois, reprisou-a, obtendo novamente enorme audiência.
Outra participação de Herculano em produções televisivas ocorreu na preparação dos capítulos da novela A Viagem, de Ivani Ribeiro, que foi ao ar pela TV Tupi no ano de 1975, tendo depois um remake em 1980, pela Rede Globo. A colaboração de Herculano foi considerada primordial para a caracterização correta dos elementos espíritas abordados na novela.
No rádio, Herculano apresentou o programa No Limiar do Amanhã transmitido pela Rádio Mulher de São Paulo, na primeira metade dos anos 1970. Estreando em abril de 1971, o programa ia ao ar aos sábados à noite, com reapresentação aos domingos pela manhã, sendo retransmitido por várias emissoras no Brasil.

## Caso Arigó
Herculano Pires afirmou que “no Brasil, a parapsicologia começou a ser conhecida graças ao caso Arigó”, o médium curador de Congonhas/MG cuja fama atravessou fronteiras na década de 1960, atraindo a atenção de cientistas de diversos  países pelas cirurgias realizadas pelo Espírito Dr. Fritz, sem anestesia e assepsia, e que eram realizadas com canivete ou tesoura caseira.
Logo surgiram as acusações de fraude, charlatanismo e exploração da mediunidade, por parte de parapsícólogos, entre eles, o padre Oscar Gonzalez-Quevedo. Foi quando o Clube dos Jornalistas Espíritas de São Paulo assumiu a tarefa de defender e amparar Arigó por todos os meios possíveis.
A profunda conexão de Herculano com os fatos, mais seu conhecimento espírita, resultaram no livro Arigó: Vida, Mediunidade e Martírio, um estudo de casos que Herculano, ou acompanhou pessoalmente, ou apurou através de testemunhos de pessoas envolvidas.

## Pedagogia Espírita
Os princípios de uma pedagogia espírita surgem em diferentes épocas da Humanidade, desde Sócrates e sua Maiêutica, na Antiguidade, passando por Pestalozzi e por Eurípedes Barsanulfo (fundador do Colégio Allan Kardec em Sacramento/MG, em 1907), entre outros.
Muito interessado pelo tema, na década de 1970, Herculano lançou a revista Educação Espírita, que publicava abordagens da educação e da pedagogia fundamentadas na concepção espírita do Ser. 
A denominação Pedagogia Espírita foi criada por ele na mesma época, para uma proposta que trabalha especificamente "o aspecto espiritual do ser humano", tendo como base a Filosofia Espírita. Seu livro Pedagogia Espírita foi lançado postumamente, em 1985.

## Publicações sobre Herculano Pires

### Cinema
O filme Herculano Pires, um Convite para o Futuro, com roteiro e direção de Edson Audi, apresenta a vida, a obra e o pensamento de José Herculano Pires, além de entrevistas com seus familiares e amigos.

### Academia
- O Clube dos Jornalistas Espíritas de São Paulo: esfera pública, imprensa e espiritismo (1948 - 1970), de Graryelle de Carvalho Fonseca. [Tese de Doutorado] USP, 2023[27].
- Pedagogia Espírita: um projeto brasileiro e suas raízes histórico-filosóficas, de Dora Alice Colombo. [Tese de doutorado] São Paulo: FEUSP, 2001[28].
- Pedagogia espírita e educação: a trajetória do jornalista José Herculano Pires [Dissertação de Mestrado], de Guilherme Yabiku Soto. São Paulo: Dialética, 2023[29]
- O Ser e a Serenidade em Herculano Pires (Artigo), de Edson Santos Pio Júnior e Rogério Luis da Rocha Seixas, 2017 [30].

### Literatura
- 365 Momentos espíritas com Herculano Pires, de Wilson Garcia. Capivari: Ed. EME, 2013[31].
- A construção do Reino: o Pensamento Social de J. Herculano Pires, de Dora Incontri. Bragança Paulista: Comenius, 2023[32].
- J. Herculano Pires, o apóstolo de Kardec, de Jorge Rizzini. 2ª. Ed. São Paulo: Paideia, 2021[33].
- O pensamento de J. Herculano Pires. Raymundo R. Espelho. São Bernardo do Campo: Correio Fraterno, 2014[34].